# Liten kapfackla
Liten kapfackla (Phygelius aequalis) är en art i familjen flenörtsväxter från södra Afrika. Arten kan odlas som krukväxt i Sverige.